# Helieia
A Helieia (em grego:  Ήλιαία; em grego dórico: Halia) era o tribunal supremo da Atenas antiga. A opinião generalizada entre os acadêmicos é de que a origem de seu nome é o verbo Ήλιάζεσθαι, que significa συναθροίζεσθαι, "congregar".[α] Outra versão afirma que seu nome se deve ao fato de que as reuniões ocorriam ao ar livre, sob o sol (Helios).[β] A Helieia também era chamada de 'Grande Eclésia'; inicialmente designava o local onde as audiências eram convocadas, porém posteriormente o termo passou a designar a assembleia em si.
Juízes que a integravam eram chamados de heliastas (Ήλιασταί), dicastas (δικασταί), e omomokótes (ὀμωμοκότες, lit. "aqueles que juraram", ou seja, os jurados). O ato de julgar era chamado de Ήλιάζεσθαι (heliázesthai) ou δικάζειν (dikázein).

## Instituição e composição da Helieia
Não se sabe com clareza se a Helieia foi instituída por Clístenes ou Sólon, porém tudo indica que o segundo tenha iniciado a prática do funcionamento da assembleia como um tribunal de apelações.[γ] O tribunal era composto de 6.000 membros, escolhidos localmente por sorteio entre todos os cidadãos com mais de 30 anos de idade, a menos que estivessem endividados com o Tesouro ou tivessem sido alguma espécie de privação de seus direitos civis, especialmente através da punição humilhante da atimia (ἀτιμία). Aqueles que sofriam de defeitos intelectuais ou físicos também estavam isentos do serviço, especialmente se estes defeitos o impediam de compreender totalmente os processos. Se uma pessoa desqualificada participasse de um júri, esta informação deveria ser apresentada diante dele e o indivíduo seria levado até a Helieia; caso fosse condenado, o tribunal podia aplicar a pena ou multa que julgasse apropriado. Se a punição fosse uma multa pecuniária, o infrator tinha de ser preso até pagar totalmente sua dívida anterior, pela qual havia sofrido a condenação, e quaisquer quantias adicionais que o tribunal lhe tivesse imposto.